# Henric Höglund
Henric Höglund (* 22. prosinec 1977, Hammarö, Švédsko) je švédský hokejový útočník.

## Klubový hokej
Henric začal svou kariéru jako hokejista v Hammarö HC, ve které působil od roku 1994 do roku 1997. Pak hrál ve druhé lize za klub IFK Munkfors a Bofors IK, v průběhu sezóny 1998/99 se Henric přestěhoval do klubu Djurgårdens IF. V následující sezóně hrál za klub IF Sundsvall Hockey, která nyní působí v druhé lize. V roce 2000 až 2002 hrál za tým IK Oskarshamn. Pro rok 2002 až 2003 podepsal Henric smlouvu s norským klubem Stjernen Hockey. V letech 2003–2005 hrál Henric znovu ve druhé švédské lize pro kluby IK Nyköpings NH 90 a Bofors IK. Švéd se pak vrátil do Norska, kde strávil jednu sezónu v jeho bývalého hokejového klubu Stjernen Hockey a klubu Stavanger Oilers.
Na začátku sezony 2007/08 získal smlouvu s HPK Lappeenranta v nejvyšší finské lize - SM-liiga. Henric již klub opustil v průběhu sezóny a zastavil se v norském klubu Storhamar Dragons, s nímž získal titul v norské lize. V roce 2008/09 hrál znovu za klub Stjernen Hockey v GET Lize a byl na konci sezóny jeho nejlepším střelcem + vyhrál korunu nejlepšího střelce v Norsku a hráče roku. A navíc byl zvolen do All-Star týmu v norské lize. V sezoně bude hrát Henric za klub HC Košice.